# Unión (departamento)
Unión é um departamento da Argentina, localizado na província de Córdova. Possuía, em 2019, 116.924 habitantes.